# Julian Schauerte
Julian Schauerte (Lennestadt, 2 april 1988) is een Duits voormalig voetballer die doorgaans speelde als rechtsback. Tussen 2009 en 2025 was hij actief voor SV Sandhausen, Fortuna Düsseldorf, KAS Eupen, Preußen Münster, Kaan-Marienborn en FC Gütersloh.

## Clubcarrière
Schauerte speelde in de jeugd van Grafschaft SC en kwam in 2001 terecht in de opleiding van Bayer Leverkusen. Verder dan het tweede elftal wist de rechtsback niet te komen bij deze club. In de zomer van 2009 nam SV Sandhausen hem transfervrij over. Hij ging met deze club in de 3. Liga spelen. Na drie seizoenen promoveerde Sandhausen naar de 2. Bundesliga. Vanaf 2014 bleef Schauerte in die competitie spelen, toen hij verkaste naar Fortuna Düsseldorf. Bij Sandhausen speelde hij vijf seizoenen lang minimaal dertig competitieduels en dat hield de rechtsback bij Fortuna Düsseldorf ook drie seizoenen vol. De jaargang 2017/18 leverde zeventien competitiewedstrijden op.
Na dit seizoen nam KAS Eupen hem over. In België zette Schauerte zijn handtekening onder een verbintenis voor de duur van drie seizoenen. Na één seizoen ontbond Eupen het contract van de Duitser. Het seizoen 2019/20 bracht de verdediger door bij Preußen Münster. Hier werd hij verkozen tot nieuwe aanvoerder. In zijn eerste jaar degradeerde Preußen Münster naar de Regionalliga West. Medio 2022 stapte Schauerte over naar Kaan-Marienborn. Een jaar later verkaste hij naar FC Gütersloh. Schauerte maakte in het voorjaar van 2025 bekend in de zomer van dat jaar op zevenendertigjarige leeftijd te stoppen als voetballer en als scout terug te keren bij Fortuna Düsseldorf.

## Clubstatistieken
| Seizoen | Club               | Competitie        | Competitie | Competitie | Beker | Beker | Internationaal | Internationaal | Totaal | Totaal |
| Seizoen | Club               | Competitie        | Wed.       | Dlp.       | Wed.  | Dlp.  | Wed.           | Dlp.           | Wed.   | Dlp.   |
| ------- | ------------------ | ----------------- | ---------- | ---------- | ----- | ----- | -------------- | -------------- | ------ | ------ |
| 2009/10 | SV Sandhausen      | 3. Liga           | 38         | 1          | 0     | 0     | —              | —              | 38     | 1      |
| 2010/11 | SV Sandhausen      | 3. Liga           | 30         | 0          | 1     | 0     | —              | —              | 31     | 0      |
| 2011/12 | SV Sandhausen      | 3. Liga           | 33         | 1          | 0     | 0     | —              | —              | 33     | 1      |
| 2012/13 | SV Sandhausen      | 2. Bundesliga     | 30         | 1          | 2     | 0     | —              | —              | 32     | 1      |
| 2013/14 | SV Sandhausen      | 2. Bundesliga     | 30         | 1          | 3     | 1     | —              | —              | 33     | 2      |
| 2014/15 | Fortuna Düsseldorf | 2. Bundesliga     | 33         | 0          | 1     | 0     | —              | —              | 34     | 0      |
| 2015/16 | Fortuna Düsseldorf | 2. Bundesliga     | 31         | 0          | 2     | 0     | —              | —              | 33     | 0      |
| 2016/17 | Fortuna Düsseldorf | 2. Bundesliga     | 30         | 1          | 2     | 0     | —              | —              | 32     | 1      |
| 2017/18 | Fortuna Düsseldorf | 2. Bundesliga     | 17         | 0          | 2     | 0     | —              | —              | 19     | 0      |
| 2018/19 | KAS Eupen          | Eerste klasse A   | 5          | 1          | 3     | 0     | —              | —              | 8      | 1      |
| 2019/20 | Preußen Münster    | 3. Liga           | 37         | 3          | 0     | 0     | —              | —              | 37     | 3      |
| 2020/21 | Preußen Münster    | Regionalliga West | 38         | 4          | 0     | 0     | —              | —              | 38     | 4      |
| 2021/22 | Preußen Münster    | Regionalliga West | 35         | 3          | 2     | 0     | —              | —              | 37     | 3      |
| 2022/23 | Kaan-Marienborn    | Regionalliga West | 27         | 1          | 1     | 0     | —              | —              | 28     | 1      |
| 2023/24 | FC Gütersloh       | Regionalliga West | 33         | 0          | 1     | 0     | —              | —              | 34     | 0      |
| 2024/25 | FC Gütersloh       | Regionalliga West | 33         | 1          | 0     | 0     | —              | —              | 33     | 1      |
| Totaal  | Totaal             | Totaal            | 480        | 18         | 20    | 1     | 0              | 0              | 500    | 19     |